# Sertolovo
Sertolovo, (in russo Сертолово?) è una città della Russia posta nell'Oblast' di Leningrado, nel territorio dell'Istmo di Carelia, a nordovest di San Pietroburgo, in direzione del confine con la Finlandia. La cittadina è stata fondata nel 1936 sul luogo di un precedente insediamento ingriano, come luogo di residenza per i militari di servizio nelle basi militari costruite nella zona.